# Josef Plachutta
Josef Plachutta, en eslovè Josip Plahuta (Zadar, 13 de maig de 1827 – Przemyśl, 22 de juliol de 1883), va ser un compositor d'escacs austríac d'origen eslovè.
Nascut en una família eslovena a Dalmàcia quan formava part de l'Imperi Austríac, va viure a Innsbruck, i per un temps a Venècia. Va compondre problemes de tres o més moviments i de mats provocats. El 1862 va obtenir el segon premi en el concurs de problemes de Londres.

## El tema Plachutta
El seu nom està vinculat al tema Plachutta, una tàctica molt utilitzada en problemes d'escacs. Es tracta d'una interferència entre dues peces amb acció lineal similar, que donat un sacrifici a la casella d'intersecció, se segueix amb l'eliminació de la peça que captura.
El següent exemple és un problema de Placutta:
|   | a | b | c | d | e | f | g | h |   |
| 8 | d8 blanques alfil · g8 negres torre · h7 negres torre · e6 negres peó · f6 negres alfil · c5 negres cavall · e5 negres rei · c4 blanques rei · e4 blanques peó · c3 negres peó · d3 blanques peó · f3 blanques dama · g1 blanques torre | d8 blanques alfil · g8 negres torre · h7 negres torre · e6 negres peó · f6 negres alfil · c5 negres cavall · e5 negres rei · c4 blanques rei · e4 blanques peó · c3 negres peó · d3 blanques peó · f3 blanques dama · g1 blanques torre | d8 blanques alfil · g8 negres torre · h7 negres torre · e6 negres peó · f6 negres alfil · c5 negres cavall · e5 negres rei · c4 blanques rei · e4 blanques peó · c3 negres peó · d3 blanques peó · f3 blanques dama · g1 blanques torre | d8 blanques alfil · g8 negres torre · h7 negres torre · e6 negres peó · f6 negres alfil · c5 negres cavall · e5 negres rei · c4 blanques rei · e4 blanques peó · c3 negres peó · d3 blanques peó · f3 blanques dama · g1 blanques torre | d8 blanques alfil · g8 negres torre · h7 negres torre · e6 negres peó · f6 negres alfil · c5 negres cavall · e5 negres rei · c4 blanques rei · e4 blanques peó · c3 negres peó · d3 blanques peó · f3 blanques dama · g1 blanques torre | d8 blanques alfil · g8 negres torre · h7 negres torre · e6 negres peó · f6 negres alfil · c5 negres cavall · e5 negres rei · c4 blanques rei · e4 blanques peó · c3 negres peó · d3 blanques peó · f3 blanques dama · g1 blanques torre | d8 blanques alfil · g8 negres torre · h7 negres torre · e6 negres peó · f6 negres alfil · c5 negres cavall · e5 negres rei · c4 blanques rei · e4 blanques peó · c3 negres peó · d3 blanques peó · f3 blanques dama · g1 blanques torre | d8 blanques alfil · g8 negres torre · h7 negres torre · e6 negres peó · f6 negres alfil · c5 negres cavall · e5 negres rei · c4 blanques rei · e4 blanques peó · c3 negres peó · d3 blanques peó · f3 blanques dama · g1 blanques torre | 8 |
| 7 | d8 blanques alfil · g8 negres torre · h7 negres torre · e6 negres peó · f6 negres alfil · c5 negres cavall · e5 negres rei · c4 blanques rei · e4 blanques peó · c3 negres peó · d3 blanques peó · f3 blanques dama · g1 blanques torre | d8 blanques alfil · g8 negres torre · h7 negres torre · e6 negres peó · f6 negres alfil · c5 negres cavall · e5 negres rei · c4 blanques rei · e4 blanques peó · c3 negres peó · d3 blanques peó · f3 blanques dama · g1 blanques torre | d8 blanques alfil · g8 negres torre · h7 negres torre · e6 negres peó · f6 negres alfil · c5 negres cavall · e5 negres rei · c4 blanques rei · e4 blanques peó · c3 negres peó · d3 blanques peó · f3 blanques dama · g1 blanques torre | d8 blanques alfil · g8 negres torre · h7 negres torre · e6 negres peó · f6 negres alfil · c5 negres cavall · e5 negres rei · c4 blanques rei · e4 blanques peó · c3 negres peó · d3 blanques peó · f3 blanques dama · g1 blanques torre | d8 blanques alfil · g8 negres torre · h7 negres torre · e6 negres peó · f6 negres alfil · c5 negres cavall · e5 negres rei · c4 blanques rei · e4 blanques peó · c3 negres peó · d3 blanques peó · f3 blanques dama · g1 blanques torre | d8 blanques alfil · g8 negres torre · h7 negres torre · e6 negres peó · f6 negres alfil · c5 negres cavall · e5 negres rei · c4 blanques rei · e4 blanques peó · c3 negres peó · d3 blanques peó · f3 blanques dama · g1 blanques torre | d8 blanques alfil · g8 negres torre · h7 negres torre · e6 negres peó · f6 negres alfil · c5 negres cavall · e5 negres rei · c4 blanques rei · e4 blanques peó · c3 negres peó · d3 blanques peó · f3 blanques dama · g1 blanques torre | d8 blanques alfil · g8 negres torre · h7 negres torre · e6 negres peó · f6 negres alfil · c5 negres cavall · e5 negres rei · c4 blanques rei · e4 blanques peó · c3 negres peó · d3 blanques peó · f3 blanques dama · g1 blanques torre | 7 |
| 6 | d8 blanques alfil · g8 negres torre · h7 negres torre · e6 negres peó · f6 negres alfil · c5 negres cavall · e5 negres rei · c4 blanques rei · e4 blanques peó · c3 negres peó · d3 blanques peó · f3 blanques dama · g1 blanques torre | d8 blanques alfil · g8 negres torre · h7 negres torre · e6 negres peó · f6 negres alfil · c5 negres cavall · e5 negres rei · c4 blanques rei · e4 blanques peó · c3 negres peó · d3 blanques peó · f3 blanques dama · g1 blanques torre | d8 blanques alfil · g8 negres torre · h7 negres torre · e6 negres peó · f6 negres alfil · c5 negres cavall · e5 negres rei · c4 blanques rei · e4 blanques peó · c3 negres peó · d3 blanques peó · f3 blanques dama · g1 blanques torre | d8 blanques alfil · g8 negres torre · h7 negres torre · e6 negres peó · f6 negres alfil · c5 negres cavall · e5 negres rei · c4 blanques rei · e4 blanques peó · c3 negres peó · d3 blanques peó · f3 blanques dama · g1 blanques torre | d8 blanques alfil · g8 negres torre · h7 negres torre · e6 negres peó · f6 negres alfil · c5 negres cavall · e5 negres rei · c4 blanques rei · e4 blanques peó · c3 negres peó · d3 blanques peó · f3 blanques dama · g1 blanques torre | d8 blanques alfil · g8 negres torre · h7 negres torre · e6 negres peó · f6 negres alfil · c5 negres cavall · e5 negres rei · c4 blanques rei · e4 blanques peó · c3 negres peó · d3 blanques peó · f3 blanques dama · g1 blanques torre | d8 blanques alfil · g8 negres torre · h7 negres torre · e6 negres peó · f6 negres alfil · c5 negres cavall · e5 negres rei · c4 blanques rei · e4 blanques peó · c3 negres peó · d3 blanques peó · f3 blanques dama · g1 blanques torre | d8 blanques alfil · g8 negres torre · h7 negres torre · e6 negres peó · f6 negres alfil · c5 negres cavall · e5 negres rei · c4 blanques rei · e4 blanques peó · c3 negres peó · d3 blanques peó · f3 blanques dama · g1 blanques torre | 6 |
| 5 | d8 blanques alfil · g8 negres torre · h7 negres torre · e6 negres peó · f6 negres alfil · c5 negres cavall · e5 negres rei · c4 blanques rei · e4 blanques peó · c3 negres peó · d3 blanques peó · f3 blanques dama · g1 blanques torre | d8 blanques alfil · g8 negres torre · h7 negres torre · e6 negres peó · f6 negres alfil · c5 negres cavall · e5 negres rei · c4 blanques rei · e4 blanques peó · c3 negres peó · d3 blanques peó · f3 blanques dama · g1 blanques torre | d8 blanques alfil · g8 negres torre · h7 negres torre · e6 negres peó · f6 negres alfil · c5 negres cavall · e5 negres rei · c4 blanques rei · e4 blanques peó · c3 negres peó · d3 blanques peó · f3 blanques dama · g1 blanques torre | d8 blanques alfil · g8 negres torre · h7 negres torre · e6 negres peó · f6 negres alfil · c5 negres cavall · e5 negres rei · c4 blanques rei · e4 blanques peó · c3 negres peó · d3 blanques peó · f3 blanques dama · g1 blanques torre | d8 blanques alfil · g8 negres torre · h7 negres torre · e6 negres peó · f6 negres alfil · c5 negres cavall · e5 negres rei · c4 blanques rei · e4 blanques peó · c3 negres peó · d3 blanques peó · f3 blanques dama · g1 blanques torre | d8 blanques alfil · g8 negres torre · h7 negres torre · e6 negres peó · f6 negres alfil · c5 negres cavall · e5 negres rei · c4 blanques rei · e4 blanques peó · c3 negres peó · d3 blanques peó · f3 blanques dama · g1 blanques torre | d8 blanques alfil · g8 negres torre · h7 negres torre · e6 negres peó · f6 negres alfil · c5 negres cavall · e5 negres rei · c4 blanques rei · e4 blanques peó · c3 negres peó · d3 blanques peó · f3 blanques dama · g1 blanques torre | d8 blanques alfil · g8 negres torre · h7 negres torre · e6 negres peó · f6 negres alfil · c5 negres cavall · e5 negres rei · c4 blanques rei · e4 blanques peó · c3 negres peó · d3 blanques peó · f3 blanques dama · g1 blanques torre | 5 |
| 4 | d8 blanques alfil · g8 negres torre · h7 negres torre · e6 negres peó · f6 negres alfil · c5 negres cavall · e5 negres rei · c4 blanques rei · e4 blanques peó · c3 negres peó · d3 blanques peó · f3 blanques dama · g1 blanques torre | d8 blanques alfil · g8 negres torre · h7 negres torre · e6 negres peó · f6 negres alfil · c5 negres cavall · e5 negres rei · c4 blanques rei · e4 blanques peó · c3 negres peó · d3 blanques peó · f3 blanques dama · g1 blanques torre | d8 blanques alfil · g8 negres torre · h7 negres torre · e6 negres peó · f6 negres alfil · c5 negres cavall · e5 negres rei · c4 blanques rei · e4 blanques peó · c3 negres peó · d3 blanques peó · f3 blanques dama · g1 blanques torre | d8 blanques alfil · g8 negres torre · h7 negres torre · e6 negres peó · f6 negres alfil · c5 negres cavall · e5 negres rei · c4 blanques rei · e4 blanques peó · c3 negres peó · d3 blanques peó · f3 blanques dama · g1 blanques torre | d8 blanques alfil · g8 negres torre · h7 negres torre · e6 negres peó · f6 negres alfil · c5 negres cavall · e5 negres rei · c4 blanques rei · e4 blanques peó · c3 negres peó · d3 blanques peó · f3 blanques dama · g1 blanques torre | d8 blanques alfil · g8 negres torre · h7 negres torre · e6 negres peó · f6 negres alfil · c5 negres cavall · e5 negres rei · c4 blanques rei · e4 blanques peó · c3 negres peó · d3 blanques peó · f3 blanques dama · g1 blanques torre | d8 blanques alfil · g8 negres torre · h7 negres torre · e6 negres peó · f6 negres alfil · c5 negres cavall · e5 negres rei · c4 blanques rei · e4 blanques peó · c3 negres peó · d3 blanques peó · f3 blanques dama · g1 blanques torre | d8 blanques alfil · g8 negres torre · h7 negres torre · e6 negres peó · f6 negres alfil · c5 negres cavall · e5 negres rei · c4 blanques rei · e4 blanques peó · c3 negres peó · d3 blanques peó · f3 blanques dama · g1 blanques torre | 4 |
| 3 | d8 blanques alfil · g8 negres torre · h7 negres torre · e6 negres peó · f6 negres alfil · c5 negres cavall · e5 negres rei · c4 blanques rei · e4 blanques peó · c3 negres peó · d3 blanques peó · f3 blanques dama · g1 blanques torre | d8 blanques alfil · g8 negres torre · h7 negres torre · e6 negres peó · f6 negres alfil · c5 negres cavall · e5 negres rei · c4 blanques rei · e4 blanques peó · c3 negres peó · d3 blanques peó · f3 blanques dama · g1 blanques torre | d8 blanques alfil · g8 negres torre · h7 negres torre · e6 negres peó · f6 negres alfil · c5 negres cavall · e5 negres rei · c4 blanques rei · e4 blanques peó · c3 negres peó · d3 blanques peó · f3 blanques dama · g1 blanques torre | d8 blanques alfil · g8 negres torre · h7 negres torre · e6 negres peó · f6 negres alfil · c5 negres cavall · e5 negres rei · c4 blanques rei · e4 blanques peó · c3 negres peó · d3 blanques peó · f3 blanques dama · g1 blanques torre | d8 blanques alfil · g8 negres torre · h7 negres torre · e6 negres peó · f6 negres alfil · c5 negres cavall · e5 negres rei · c4 blanques rei · e4 blanques peó · c3 negres peó · d3 blanques peó · f3 blanques dama · g1 blanques torre | d8 blanques alfil · g8 negres torre · h7 negres torre · e6 negres peó · f6 negres alfil · c5 negres cavall · e5 negres rei · c4 blanques rei · e4 blanques peó · c3 negres peó · d3 blanques peó · f3 blanques dama · g1 blanques torre | d8 blanques alfil · g8 negres torre · h7 negres torre · e6 negres peó · f6 negres alfil · c5 negres cavall · e5 negres rei · c4 blanques rei · e4 blanques peó · c3 negres peó · d3 blanques peó · f3 blanques dama · g1 blanques torre | d8 blanques alfil · g8 negres torre · h7 negres torre · e6 negres peó · f6 negres alfil · c5 negres cavall · e5 negres rei · c4 blanques rei · e4 blanques peó · c3 negres peó · d3 blanques peó · f3 blanques dama · g1 blanques torre | 3 |
| 2 | d8 blanques alfil · g8 negres torre · h7 negres torre · e6 negres peó · f6 negres alfil · c5 negres cavall · e5 negres rei · c4 blanques rei · e4 blanques peó · c3 negres peó · d3 blanques peó · f3 blanques dama · g1 blanques torre | d8 blanques alfil · g8 negres torre · h7 negres torre · e6 negres peó · f6 negres alfil · c5 negres cavall · e5 negres rei · c4 blanques rei · e4 blanques peó · c3 negres peó · d3 blanques peó · f3 blanques dama · g1 blanques torre | d8 blanques alfil · g8 negres torre · h7 negres torre · e6 negres peó · f6 negres alfil · c5 negres cavall · e5 negres rei · c4 blanques rei · e4 blanques peó · c3 negres peó · d3 blanques peó · f3 blanques dama · g1 blanques torre | d8 blanques alfil · g8 negres torre · h7 negres torre · e6 negres peó · f6 negres alfil · c5 negres cavall · e5 negres rei · c4 blanques rei · e4 blanques peó · c3 negres peó · d3 blanques peó · f3 blanques dama · g1 blanques torre | d8 blanques alfil · g8 negres torre · h7 negres torre · e6 negres peó · f6 negres alfil · c5 negres cavall · e5 negres rei · c4 blanques rei · e4 blanques peó · c3 negres peó · d3 blanques peó · f3 blanques dama · g1 blanques torre | d8 blanques alfil · g8 negres torre · h7 negres torre · e6 negres peó · f6 negres alfil · c5 negres cavall · e5 negres rei · c4 blanques rei · e4 blanques peó · c3 negres peó · d3 blanques peó · f3 blanques dama · g1 blanques torre | d8 blanques alfil · g8 negres torre · h7 negres torre · e6 negres peó · f6 negres alfil · c5 negres cavall · e5 negres rei · c4 blanques rei · e4 blanques peó · c3 negres peó · d3 blanques peó · f3 blanques dama · g1 blanques torre | d8 blanques alfil · g8 negres torre · h7 negres torre · e6 negres peó · f6 negres alfil · c5 negres cavall · e5 negres rei · c4 blanques rei · e4 blanques peó · c3 negres peó · d3 blanques peó · f3 blanques dama · g1 blanques torre | 2 |
| 1 | d8 blanques alfil · g8 negres torre · h7 negres torre · e6 negres peó · f6 negres alfil · c5 negres cavall · e5 negres rei · c4 blanques rei · e4 blanques peó · c3 negres peó · d3 blanques peó · f3 blanques dama · g1 blanques torre | d8 blanques alfil · g8 negres torre · h7 negres torre · e6 negres peó · f6 negres alfil · c5 negres cavall · e5 negres rei · c4 blanques rei · e4 blanques peó · c3 negres peó · d3 blanques peó · f3 blanques dama · g1 blanques torre | d8 blanques alfil · g8 negres torre · h7 negres torre · e6 negres peó · f6 negres alfil · c5 negres cavall · e5 negres rei · c4 blanques rei · e4 blanques peó · c3 negres peó · d3 blanques peó · f3 blanques dama · g1 blanques torre | d8 blanques alfil · g8 negres torre · h7 negres torre · e6 negres peó · f6 negres alfil · c5 negres cavall · e5 negres rei · c4 blanques rei · e4 blanques peó · c3 negres peó · d3 blanques peó · f3 blanques dama · g1 blanques torre | d8 blanques alfil · g8 negres torre · h7 negres torre · e6 negres peó · f6 negres alfil · c5 negres cavall · e5 negres rei · c4 blanques rei · e4 blanques peó · c3 negres peó · d3 blanques peó · f3 blanques dama · g1 blanques torre | d8 blanques alfil · g8 negres torre · h7 negres torre · e6 negres peó · f6 negres alfil · c5 negres cavall · e5 negres rei · c4 blanques rei · e4 blanques peó · c3 negres peó · d3 blanques peó · f3 blanques dama · g1 blanques torre | d8 blanques alfil · g8 negres torre · h7 negres torre · e6 negres peó · f6 negres alfil · c5 negres cavall · e5 negres rei · c4 blanques rei · e4 blanques peó · c3 negres peó · d3 blanques peó · f3 blanques dama · g1 blanques torre | d8 blanques alfil · g8 negres torre · h7 negres torre · e6 negres peó · f6 negres alfil · c5 negres cavall · e5 negres rei · c4 blanques rei · e4 blanques peó · c3 negres peó · d3 blanques peó · f3 blanques dama · g1 blanques torre | 1 |
|   | a | b | c | d | e | f | g | h |   |

Solució:

1. Tg7! sacrifici temàtic del Plachutta: la torre es sacrifica per desviar una de les tres peces que poden capturar-lo; 

1. ...Thxg7 (si 1. ...Tgxg7 2. Dg3+ Txc3 3. Ac7#; si 1. ...Axg7 2. Dg3#) 

2. Dg3+! Txg3 

3. Ac7#